# Titas Milašius
Titas Milašius (ur. 12 grudnia 2000 w Wilnie) – litewski piłkarz występujący na pozycji pomocnika lub napastnika, reprezentant kraju.

## Życiorys

### Kariera klubowa
Był juniorem Vilniaus futbolo mokykla. W wieku 11 lat wraz z rodzicami przeprowadził się do Warszawy, gdzie został członkiem akademii Escoli Varsovii. W 2013 roku wrócił na Litwę, dołączając do narodowej akademii futbolu. W 2016 roku wrócił do Escoli. Na początku 2019 roku podpisał kontrakt z Wisłą Płock, po czym powrócił na zasadzie półrocznego wypożyczenia do Escoli.
W barwach Wisły zadebiutował w ekstraklasie 26 lipca 2019 roku w przegranym 0:4 spotkaniu z Lechem Poznań i był to jego jedyny oficjalny mecz rozegrany w barwach płockiego klubu. Następnie był wypożyczony do Świtu Nowy Dwór Mazowiecki i Skry Częstochowa. Z częstochowskim klubem awansował do I ligi. W 2021 roku podpisał dwuletni kontrakt z Podbeskidziem Bielsko-Biała.

### Kariera reprezentacyjna
Był wielokrotnym młodzieżowym reprezentantem kraju, uczestnicząc m.in. w eliminacjach do mistrzostw Europy U-17, U-19 i U-21. 25 marca 2022 roku zadebiutował w reprezentacji A w wygranym 2:1 towarzyskim spotkaniu z San Marino.

## Statystyki ligowe
| Sezon         | Klub                       | Liga        | Mecze | Gole |
| ------------- | -------------------------- | ----------- | ----- | ---- |
| 2019/2020 (j) | Wisła Płock                | Ekstraklasa | 1     | 0    |
| 2019/2020 (w) | Świt Nowy Dwór Mazowiecki  | III liga    | 1     | 0    |
| 2020/2021 (j) | Wisła Płock                | Ekstraklasa | 0     | 0    |
| 2020/2021 (w) | Skra Częstochowa           | II liga     | 16    | 1    |
| 2021/2022     | Podbeskidzie Bielsko-Biała | I liga      | 20    | 1    |